# Мелкозубый лемур
Мелкозубый лемур (лат. Lepilemur microdon) — вид лемуров из семейства тонкотелых лемуров, обитающий на Мадагаскаре.

## Описание
Мелкозубый лемур является одним из самых больших представителей семейства. Длина его тела составляет от 25 до 29 см, хвост длиной от 24 до 30 см. Вес составляет до 1,2 кг, иногда даже до 1,6 кг. Голова круглая с большими глазами, задние ноги сильные. Окрас шерсти на спине красно-коричневого цвета, вдоль хребта на спине проходит тёмная полоса. Плечи и предплечья красноватые. Лицо, горло и брюхо светло-коричневые, длинный хвост ближе к вершине темнее.

## Распространение
Мелкозубый лемур распространён на небольшой территории на юго-востоке Мадагаскара. С открытием новых видов лемуров его точная область распространения остаётся неясной. Естественная среда обитания вида — влажные джунгли.

## Образ жизни
Мелкозубый лемур активен ночью, держится на деревьях. В течение дня животные спят в дуплах деревьев или гнёздах, сделанных из листьев. По деревьям передвигаются чаще лазая вертикально и прыгая. Ведут одиночный образ жизни, территориальны. Питаются листьями, плодами и цветками.